# Flora Perkins
Flora Perkins, née le 16 septembre 2003, est une coureuse cycliste britannique, spécialisée dans le cyclisme sur route et sur piste.

## Biographie

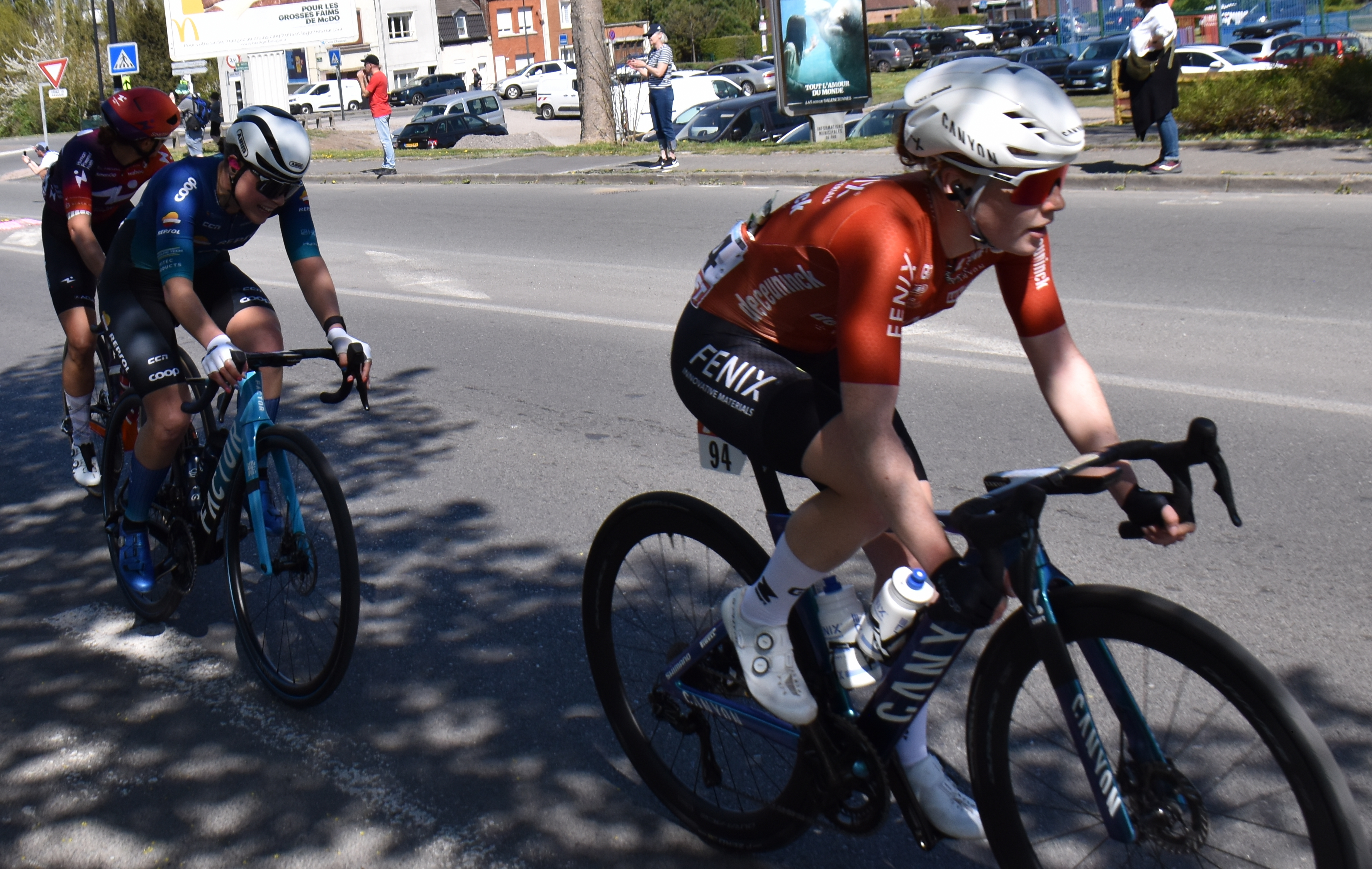
Flora Perkins #94 lors de Paris-Roubaix 2025.

Flora Perkins effectue ses années juniors au sein du VC Londres. Elle remporte, en 2021, le Watersley Ladies Challenge, dernière course de la coupe des Nations 2021.
Elle signe alors son premier contrat professionnel pour la saison 2022, avec l'équipe continentale britannique, Le Col-Wahoo.
Elle participe notamment à des épreuves World Tour, Paris-Roubaix et Liège-Bastogne-Liège qu'elle termine hors-délais, mais également la flèche wallonne et le grand prix de Plouay, tout en poursuivant ses études. Elle finit 4e d'À travers les Hauts-de-France.
Pour la saison 2023, elle rejoint l'équipe Fenix-Deceuninck Development, réserve de l'équipe Fenix-Deceuninck. Elle signe plusieurs top 10 au cours de la saison, notamment une 6e place sur la dernière étape du tour de Bretagne.
En 2024, elle est promue dans la WorldTeam Fenix-Deceuninck. Lors de Liège-Bastogne-Liège Elise Chabbey attaque dans la côte de Stockeu. Elle emmène avec elle sept autres coureuses : Grace Brown, Kim Cadzow, Mischa Bredewold, Lucinda Brand, Eva van Agt, Mikayla Harvey et Flora Perkins. L'échappée est reprise dans le final mais Grace Brown s'impose malgré tour. Flora Perkins termine, elle, 54e.
Fin avril, elle participe à son premier grand tour, le tour d'Espagne, où elle réalise 2 top 10, d'abord lors de la 2e étape (8e) et lors de la 3e étape (6e).

## Palmarès sur route
- 2021
  - Watersley Ladies Challenge
- 2023
  - 3e du championnat de Grande-Bretagne du contre-la-montre espoirs
- 2024
  - 3e de l'Argenta Classic-2 Districtenpijl
  - 3e du championnat de Grande-Bretagne du contre-la-montre espoirs

### Résultats sur les grands tours

#### Tour de France
1 participation : 
- 2025 : 121e

#### Tour d'Espagne
2 participations :
- 2024 : 61e
- 2025 : 69e

### Classements mondiaux
| Année                                 | 2022 | 2023 | 2024 |
| ------------------------------------- | ---- | ---- | ---- |
| Classement UCI                        | 683e | 449e | 122e |
| UCI World Tour                        | 229e | nc   | 115e |
|                                       |      |      |      |
| Légende : nc = non classéSource : UCI |      |      |      |

## Palmarès sur piste

### Championnats d'Europe
| Épreuve / Édition     | Scratch |
| Anadia 2023 (espoirs) | Argent  |